# Búger
Búger là một đô thị trên đảo Mallorca, thuộc quần đảo Baleares, Tây Ban Nha.